# Opera na Zamku w Szczecinie (instytucja)
Opera na Zamku w Szczecinie - samorządowa instytucja kultury z siedzibą w Szczecinie podlegająca Zarządowi Województwa Zachodniopomorskiego ze sceną zlokalizowaną w południowym skrzydle gmachu Zamku Książąt Pomorskich. W jej ramach działają m.in. Orkiestra Opery na Zamku, Chór Opery na Zamku oraz Balet Opery na Zamku. Funkcjonuje, pod wielokrotnie zmienianymi nazwami, nieprzerwanie od 1956 roku.
Opera szczecińska organizuje cyklicznie następujące wydarzenia:
- od 1994 roku Wielki Turniej Tenorów
- od 2002 roku koncert Tym, którzy nie powrócili z morza
- od 2016 roku koncert Sierpniowe Przełomy

## Kalendarium
- 26 października 1956 - rozpoczęcie działalności Operetki Szczecińskiej Towarzystwa Miłośników Teatru Muzycznego
- 25 stycznia 1957 - pierwsza premiera Kraina uśmiechu Ferenca Lehára z gościnnym udziałem solistów Operetki Gliwickiej na scenie Domu Kultury Zjednoczenia Budownictwa Miejskiego przy ul. Bohaterów Warszawy 34/35 w Szczecinie
- 31 grudnia 1957 - premiera operetki Cnotliwa Zuzanna Jeana Gilberta w pierwszej siedzibie zaaranżowanej w sali gimnastycznej Komendy Wojewódzkiej MO przy ul. Potulickiej[2]
- 1 maja 1958 - upaństwowienie Operetki oraz zmiana nazwy na Państwowa Operetka w Szczecinie
- 1978 - przeniesienie siedziby do południowego skrzydła Zamku Książąt Pomorskich w Szczecinie
- 1987 - zmiana nazwy na Opera i Operetka w Szczecinie
- 1999 - przejęcie instytucji przez Samorząd Województwa Zachodniopomorskiego
- 2000 - zmiana nazwy na Opera na Zamku w Szczecinie
- 2010/2015 - gruntowny remont siedziby z tymczasowym przeniesienie sceny do hali przy ul. Energetyków

### Dyrektorzy
- Jacek Nieżychowski 1956–1959
- Mieczysław Krzyński 1959–1961
- Edmund Wayda 1961–1968
- Janusz Marzec 1968–1971
- Tadeusz Bursztynowicz 1971–1985
- Andrzej Kisielewski 1985–1987
- Urszula Trawińska-Moroz 1987–1989
- Jacek Kraszewski 1989–1992
- Warcisław Kunc 1992–2004
- Marek Sztark 2005–2007
- Warcisław Kunc 2007–2011[3]
- Angelika Rabizo 2012[4]–2013[5]
- Jacek Jekiel 2013-do dziś[6]

| Rok  | Nagroda |
| ---- | --- |
| 2013 | International Classical Music Awards za nagranie Verbum nobile Stanisława Moniuszki                                                                                                 |
| 2017 | statuetka w kategorii najlepszy spektakl za 2016 rok za pierwszą polską inscenizacja Dokręcania śruby Benjamina Brittena w konkursie XI Teatralne Nagrody Muzyczne im. Jana Kiepury |

## Źródła
- U źródeł szczecińskiej sceny muzycznej. Protokoły posiedzeń Towarzystwa Miłośników Teatru Muzycznego, Szczecin 2022
- https://web.archive.org/web/20230106200407/https://opera.szczecin.pl/teatr/65-lat-opery-w-szczecinie